# Courlevon
Courlevon är en ort i kommunen Murten i kantonen Fribourg i Schweiz. Courlevon var tidigare en egen kommun, men den 1 januari 2016 inkorporerades kommunen i Murten.